# Beniamino Andreatta
Beniamino "Nino" Andreatta (ur. 11 sierpnia 1928 w Trydencie, zm. 26 marca 2007 w Rzymie) – włoski prawnik, polityk, minister i parlamentarzysta.

## Życiorys
Absolwent studiów prawniczych na Uniwersytecie w Padwie, studiował też ekonomię na uczelniach w Mediolanie (Katolicki Uniwersytet Najświętszego Serca) i Cambridge. Pracował zawodowo jako wykładowca akademicki.
Zaangażował się w działalność polityczną w ramach Chrześcijańskiej Demokracji. Był członkiem Senatu VII i VIII kadencji (1976–1983) oraz X kadencji (1987–1992), a także posłem do Izby Deputowanych IX kadencji (1983–1987) oraz XII i XIII kadencji (1994–2001).
Był ministrem ds. budżetu i planowania gospodarczego w pierwszym rządzie Francesca Cossigi (1979–1980), następnie ministrem bez teki w drugim gabinecie tego premiera (1980). Arnaldo Forlani powierzył mu tekę ministra skarbu, którą utrzymał też w dwóch rządach Giovanniego Spadoliniego (1980–1982). W 1993 w Giuliana Amato pełnił funkcję ministra budżetu i planowania gospodarczego. Następnie do 1994 był ministrem spraw zagranicznych u Carla Azeglia Ciampiego. Od 1 stycznia do 11 maja 1994 pełnił funkcję przewodniczącego OBWE. Zrezygnował ze stanowiska ministra w związku z objęciem kierownictwa senackiej frakcji Włoskiej Partii Ludowej. Należał do założycieli i liderów tego ugrupowania, powstałego po rozwiązaniu chadecji. Sprawował później urząd ministra obrony w pierwszym rządzie Romano Prodiego (1996–1998).
15 grudnia 1999 w trakcie parlamentarnej debaty budżetowej wskutek niedokrwienia mózgu zapadł w śpiączkę. Od tamtej pory żył w stanie wegetatywnym, zmarł 26 marca 2007.

## Odznaczenia
- Krzyż Komandorski z Gwiazdą  Orderu Zasługi RP – 1997, Polska[6]